# Mora (Cypr)
Mora (gr. Μόρα, tur. Meriç) – wieś na Cyprze, w dystrykcie Nikozja.